# 영웅전설 하늘의 궤적 SC
《영웅전설 하늘의 궤적 SC》는 니혼 팔콤이 제작한 2006년 롤플레잉 비디오 게임이다. 《영웅전설》의 하위 시리즈 《궤적》에 속하는 작품이자 《영웅전설 하늘의 궤적 FC》의 후속작이다. 본래 마이크로소프트 윈도우 플랫폼으로 개발돼 일본서 2006년 3월 9일 처음 출시됐다.
2007년에 플레이스테이션 포터블 이식판이 발매됐다. 2013년에 플레이스테이션 3로 HD 리마스터 이식판이 발매됐으며 2015년에 음성을 추가한 강화판이 《영웅전설 하늘의 궤적 SC 에볼루션》이라는 제목으로 출시됐다. 2007년에 후속작이자 《하늘의 궤적》 삼부작 마지막 작품 《영웅전설 하늘의 궤적 더 서드》가 발매됐다.

## 반응
《영웅전설 하늘의 궤적 SC》 윈도우판은 리뷰 애그리게이터 웹사이트 메타크리틱에서 "대체적으로 긍정적인 평가"를 기록했다.

## 참조

### 주해
1. ↑  일본어: 英雄伝説 空の軌跡 SC, 영어: The Legend of Heroes: Trails in the Sky SC